# یک عاقبت ناخوشایند
یک عاقبت ناخوشایند  (به انگلیسی: An Inconvenient Sequel: Truth to Power) یک فیلم مستند به کارگردانی بونی کوهن و جان شنک دربارهٔ معاون رئیس‌جمهور ایالات متحده آمریکا ال گور است که در سال ۲۰۱۷ منتشر شد. فیلم دنباله ای بر فیلم یک حقیقت ناراحت‌کننده است.
این فیلم برای اکران در بخش نمایش‌های ویژه هفتادمین جشنواره فیلم کن انتخاب شده‌است.